# Kanton Plogastel-Saint-Germain
Der Kanton Plogastel-Saint-Germain war bis 2015 ein französischer Wahlkreis im Arrondissement Quimper, im Département Finistère und in der Region Bretagne; sein Hauptort war Plogastel-Saint-Germain.  

## Gemeinden
Der Kanton umfasste elf Gemeinden:
| Gemeinde                | Bretonisch             | Einwohner (2022) | Fläche (km²) | Code postal | Code Insee |
| ----------------------- | ---------------------- | ---------------- | ------------ | ----------- | ---------- |
| Gourlizon               | Gourlizon              | 950              | 9.91         | 29710       | 29065      |
| Guiler-sur-Goyen        | Gwiler-Kerne           | 521              | 11.25        | 29710       | 29070      |
| Landudec                | Landudeg               | 1.477            | 20.56        | 29710       | 29108      |
| Peumérit                | Purid                  | 903              | 19.59        | 29710       | 29159      |
| Plogastel-Saint-Germain | Plogastell-Sant-Jermen | 2.016            | 31.39        | 29710       | 29167      |
| Plonéis                 | Ploneiz                | 2.405            | 21.99        | 29710       | 29173      |
| Plonéour-Lanvern        | Ploneur-Lanwern        | 6.403            | 48.91        | 29720       | 29174      |
| Plovan                  | Plovan                 | 682              | 15.75        | 29720       | 29214      |
| Plozévet                | Plozeved               | 2.963            | 27.18        | 29710       | 29215      |
| Pouldreuzic             | Pouldreuzig            | 2.128            | 16.75        | 29710       | 29225      |
| Tréogat                 | Trêdag                 | 579              | 9.85         | 29720       | 29298      |
| Kanton                  | Plogastell-Sant-Jermen | 19.800           | 233.13       | -           | 2926       |

## Bevölkerungsentwicklung
| 1962   | 1968   | 1975   | 1982   | 1990   | 1999   | 2006   | 2012   |
| ------ | ------ | ------ | ------ | ------ | ------ | ------ | ------ |
| 17.718 | 16.864 | 16.749 | 16.976 | 16.738 | 16.540 | 18.055 | 19.800 |